# Micraeschus elataria
Micraeschus elataria là một loài bướm đêm trong họ Noctuidae.